# Kuudere
Kuudere o Kūdere (En japonés: クーデレ) Es un término japonés que se utiliza para describir a individuos que son reservados y tienen dificultad para expresar o comprender emociones, o simplemente no desean hacerlo. Esta falta de expresión puede deberse a la ausencia de emociones, la falta de familiaridad con ellas, o a la supresión emocional debido a traumas. Algunos de estos personajes pueden parecer indiferentes, incluso burlones y rudos, mientras que otros son más cínicos, sarcásticos e inquisitivos. Por lo general, les lleva tiempo abrirse emocionalmente y se los compara a menudo con la nieve, que puede parecer fría y dura en un primer vistazo, pero que guarda en su interior la semilla del calor del otoño hasta la llegada de la primavera.
Es importante destacar que este estereotipo puede confundirse en ocasiones con el de Tsundere, que es bastante diferente, ya que estos últimos son más expresivos y enérgicos en su personalidad. También puede parecer similar al estereotipo Dandere, que, a diferencia de los Kuudere, tiende a mantener la calma para ocultar sus emociones debido a la vergüenza. Sin embargo, se dice que, con el tiempo, los Kuudere pueden mostrar una faceta más dulce de su personalidad después de conocer a alguien durante un período prolongado.